# Lispe lanzarotensis
Lispe lanzarotensis är en tvåvingeart som beskrevs av Baez 1978. Lispe lanzarotensis ingår i släktet Lispe och familjen husflugor. Inga underarter finns listade i Catalogue of Life.